# 李鼎元
李鼎元（1750年—1805年），字味堂，一字和叔，號墨莊，四川綿州羅江縣人。

## 生平
乾隆三十五年庚寅恩科四川鄉試第32名舉人，乾隆四十三年（1778年）進士，改庶吉士，授翰林院檢討。與兄弟李調元、李驥元同稱“綿州三李”。嘉慶五年（1800年）與趙文楷出使琉球，五月初一登舟，並作「航海詞」。官至兵部主事。著有《使琉球記》六卷、《再遊記》四卷。